# Gobiodon heterospilos
Gobiodon heterospilos är en fiskart som beskrevs av Bleeker, 1856. Gobiodon heterospilos ingår i släktet Gobiodon och familjen smörbultsfiskar. Inga underarter finns listade i Catalogue of Life.